# Station Montgeroult - Courcelles
Station Montgeroult - Courcelles is een spoorwegstation aan de spoorlijn Saint-Denis - Dieppe. Het ligt in de Franse gemeente Montgeroult, vlak bij Courcelles-sur-Viosne in het departement Val-d'Oise (Île-de-France).

## Ligging
Het station ligt op kilometerpunt 36,485 van de spoorlijn Saint-Denis - Dieppe.

## Diensten
Het station wordt aangedaan door treinen van Transilien lijn J tussen Paris Saint-Lazare en Gisors-Embranchement.

## Vorig en volgend station
| Richting             | Vorig station | Lijn    | Volgend station   | Richting           |
| -------------------- | ------------- | ------- | ----------------- | ------------------ |
| Gisors-Embranchement | Us            | Trans J | Boissy-l'Aillerie | Paris Saint-Lazare |